# Klaus-Groth-Gesellschaft
Die Klaus-Groth-Gesellschaft e.V. hat sich die Pflege des Erbes der klassischen Epoche neuniederdeutscher Literatur zum Ziel gesetzt. Die Gesellschaft wurde am 1. Juni 1949 gegründet und hat ihren Sitz in dem seit 1914 bestehenden Klaus-Groth-Museum auf Lüttenheid in Heide (Holstein). Zur Hauptaufgabe der Gesellschaft gehört die Pflege und Präsentation des Werkes von Klaus Groth (1819–1899), der als einer der bedeutendsten niederdeutschen Dichter und Schriftsteller die neuniederdeutsche Literatur mitbegründet hat. Mit ihren Aktivitäten und Publikationen, vor allem auch durch die Herausgabe der Jahrbücher, wirkt die Klaus-Groth-Gesellschaft weit über den ihr angestammten Raum hinaus für das Niederdeutsche. Vorsitzender der Gesellschaft war von 2007 bis 2011 der ehemalige Landtagspräsident Heinz-Werner Arens, auf ihn folgte im Vorsitzendenamt von 2011 bis 2018 Bernd Rachuth. Seit 2018 ist Robert Langhanke Vorsitzender der Klaus-Groth-Gesellschaft.